# Sapphirina elegans
Sapphirina elegans is een eenoogkreeftjessoort uit de familie van de Sapphirinidae. De wetenschappelijke naam van de soort is voor het eerst geldig gepubliceerd in 1860 door Lubbock.